# 小林薬品工業
小林薬品工業株式会社（こばやしやくひんこうぎょう）は、日本の製薬会社である。

## 概要
本社は岐阜に、営業拠点は岐阜にあるが、岐阜市内に岐阜本部と開発センター、4カ所の工場を構えている。岐阜県岐阜市の本部にお客様相談室を置いている。元々本家本元は岐阜県岐阜市で成り立った東海地区最大手の製薬会社である。
なお、アルフレッサの前身企業である福神が営業権を取得した小林薬品株式会社（小林大薬房の工場部門）や創設者が岐阜出身で大阪に本社がある小林製薬とは無関係である。東海地区の大手民放各社のスポットCMとして東海地区でよく流れていたことがあった。
小林薬品工業と表記されたりドリンク剤の蓋にはKBYSIと省略して表記されてある。

## 主な製品
- ウエストン（便秘薬）
- ヒストミン（風邪薬）
- セシオンハイ（風邪薬）・・・ツルハドラッグチェーンにて販売
- パンクターゼ（胃腸薬）
- セイブ（乗り物酔い止め）・・・スギ薬局チェーンにて販売